# Палу (Верона)
Палу (итал. Palù) — коммуна в Италии, располагается в провинции Верона области Венеция.
Население составляет 1217 человек (2008 г.), плотность населения составляет 90 чел./км². Занимает площадь 13 км². Почтовый индекс — 37050. Телефонный код — 045.
Покровителем коммуны почитается святой Зенон Веронский, празднование 21 мая.

## Демография
Динамика населения:

## Администрация коммуны
- Официальный сайт: